# Halvlek
Halvlek är ett begrepp som finns i flera lagsporter, bland annat i fotboll, handboll och bandy. Begreppet innebär att den totala speltiden för en match är uppdelad i två lika långa halvlekar med en halvtidspaus emellan. 
Speltidens och halvlekarnas längd definieras i respektive förbunds tävlingsbestämmelser. Inom fotboll och bandy är till exempel den totala speltiden normalt 90 minuter uppdelad på två halvlekar om vardera 45 minuter och med en 15 minuters halvlekspaus emellan.